# Січкар Юрій Анатолійович
Ю́рій Анато́лійович Січка́р (12 липня 1990 — 13 вересня 2015) — старший солдат Збройних сил України, учасник російсько-української війни.

## Життєпис
Народився 1990 року в місті Київ, протягом 1998—2005 років навчався у школі № 321. Одружився, проживав з родиною у Києві.
У часі війни — старший солдат, навідник 2-го окремого мотопіхотного батальйону 30-та окрема механізована бригада. На День народження Юрія відпустили додому, у короткострокову відпустку.
Загинув 13 вересня 2015 року поблизу смт Луганського Донецької області під час бою з ДРГ терористів. Тоді ж поліг старший солдат Сергій Ільченко, смертельних поранень зазнав старший лейтенант Володимир Рожелюк.
Без Юрія лишились батьки, сестра, дружина Марина та донька Вікторія.
Похований у Києві на Лісовому кладовищі.

## Нагороди та вшанування
За особисту мужність, сумлінне та бездоганне служіння Українському народові, зразкове виконання військового обов'язку відзначений — нагороджений
- орденом «За мужність» ІІІ ступеня (1.3.2016, посмертно)[1]
- 13 жовтня 2016 року на фасаді київської ЗОШ відкрито меморіальну дошку честі Юрія Січкаря.